# Aziatisch kampioenschap voetbal 2004 (kwalificatie)
Voor de kwalificatie van het Aziatisch kampioenschap voetbal 2004 schreven 35 landen zich in. Het gastland China en de titelverdediger Japan waren automatisch geplaatst.

## Gekwalificeerde landen
| Land          | Aantal deelnames | Huidig aantal deelnames op rij | Vorige deelname |
| ------------- | ---------------- | ------------------------------ | --------------- |
| Bahrein       | 2de              | 1                              | 1988            |
| China (g)     | 8ste             | 8                              | 2000            |
| Indonesië     | 3de              | 3                              | 2000            |
| Irak          | 5de              | 3                              | 2000            |
| Iran          | 10de             | 10                             | 2000            |
| Japan (t)     | 5de              | 5                              | 2000            |
| Jordanië      | 1ste             | 1                              | -               |
| Koeweit       | 8ste             | 3                              | 2000            |
| Oezbekistan   | 3de              | 3                              | 2000            |
| Oman          | 1ste             | 1                              | -               |
| Qatar         | 6de              | 2                              | 2000            |
| Saoedi-Arabië | 6de              | 6                              | 2000            |
| Thailand      | 5de              | 4                              | 2000            |
| Turkmenistan  | 1ste             | 1                              | -               |
| V.A.E.        | 6de              | 1                              | 1996            |
| Zuid-Korea    | 10de             | 3                              | 2000            |

- (g) = gastland
- (t) = titelverdediger

## Voorronde

### Groep A
| Pos | Land      | Wed | Win | Gel | Ver | DV | DT | +/- | Pnt |
| --- | --------- | --- | --- | --- | --- | -- | -- | --- | --- |
| 1   | Birma     | 2   | 2   | 0   | 0   | 7  | 0  | +7  | 6   |
| 2   | Malediven | 2   | 0   | 1   | 1   | 1  | 3  | –2  | 1   |
| 3   | Brunei    | 2   | 0   | 1   | 1   | 1  | 6  | –5  | 1   |

|               |            |       |              |                |
| 21 maart 2003 | Brunei     | 1 – 1 | Malediven    | Malé, Maldiven |
| 21 maart 2003 | Fadlin 59' |       | Ali Umar 42' | Malé, Maldiven |

|               |                                                                |       |        |                |
| 23 maart 2003 | Birma                                                          | 5 – 0 | Brunei | Malé, Maldiven |
| 23 maart 2003 | Win Hyikie 10' Aung Kyaw Moe 14' Yan Pang 45', 66' Lwin Oo 75' |       |        | Malé, Maldiven |

|               |           |                           |       |                |
| 25 maart 2003 | Malediven | 0 – 2                     | Birma | Malé, Maldiven |
| 25 maart 2003 |           | Win Htike 52' Zaw Zaw 65' |       | Malé, Maldiven |

### Groep B
| Pos | Land           | Wed | Win | Gel | Ver | DV | DT | +/- | Pnt |
| --- | -------------- | --- | --- | --- | --- | -- | -- | --- | --- |
| 1   | Sri Lanka      | 2   | 2   | 0   | 0   | 5  | 3  | +2  | 6   |
| 2   | Chinees Taipei | 2   | 1   | 0   | 1   | 4  | 2  | +2  | 3   |
| 3   | Oost-Timor     | 2   | 0   | 0   | 2   | 2  | 6  | –4  | 0   |

|               |                                               |       |                                      |                    |
| 21 maart 2003 | Oost-Timor                                    | 2 – 3 | Sri Lanka                            | Colombo, Sri Lanka |
| 21 maart 2003 | Mohammad Hamza 3' (e.d.) F.J.G.R.M Cabral 81' |       | Kasun Jayasuriya 36' Channa 44', 89' | Colombo, Sri Lanka |

|               |                         |       |            |                    |
| 23 maart 2003 | Chinees Taipei          | 3 – 0 | Oost-Timor | Colombo, Sri Lanka |
| 23 maart 2003 | H.C. Ming C.J. Ming 33' |       |            | Colombo, Sri Lanka |

|               |                            |       |                |                    |
| 25 maart 2003 | Sri Lanka                  | 2 – 1 | Chinees Taipei | Colombo, Sri Lanka |
| 25 maart 2003 | S.R. Kumara 13' Channa 78' |       | Yen C.W. 47'   | Colombo, Sri Lanka |

### Groep C
| Pos | Land        | Wed | Win | Gel | Ver | DV | DT | +/- | Pnt |
| --- | ----------- | --- | --- | --- | --- | -- | -- | --- | --- |
| 1   | Nepal       | 2   | 1   | 0   | 1   | 4  | 2  | +2  | 3   |
| 2   | Kirgizië    | 2   | 1   | 0   | 1   | 3  | 2  | +1  | 3   |
| 3   | Afghanistan | 2   | 1   | 0   | 1   | 2  | 5  | –3  | 3   |

|               |                |       |                                |                                                                                               |
| 16 maart 2003 | Kirgizië       | 1 – 2 | Afghanistan                    | Dasarath Rangasalastadion, Kathmandu, Nepal Toeschouwers: 1.000 Scheidsrechter: Jehangir Khan |
| 16 maart 2003 | Zhumagulov 63' |       | Tahir Shah 25' Farid Azami 76' | Dasarath Rangasalastadion, Kathmandu, Nepal Toeschouwers: 1.000 Scheidsrechter: Jehangir Khan |

|               |             |                                                           |       |                                             |
| 18 maart 2003 | Afghanistan | 0 – 4                                                     | Nepal | Dasarath Rangasalastadion, Kathmandu, Nepal |
| 18 maart 2003 |             | Nirajan Rayamajhi 35' Hari Khadka 39', 87' Dipak Lama 90' |       | Dasarath Rangasalastadion, Kathmandu, Nepal |

|               |       |                        |          |                                                                                               |
| 20 maart 2003 | Nepal | 0 – 2                  | Kirgizië | Dasarath Rangasalastadion, Kathmandu, Nepal Toeschouwers: 5.000 Scheidsrechter: Rizwan Ul Haq |
| 20 maart 2003 |       | Pryanishnikov 27', 45' |          | Dasarath Rangasalastadion, Kathmandu, Nepal Toeschouwers: 5.000 Scheidsrechter: Rizwan Ul Haq |

### Groep D
| Pos | Land       | Wed | Win | Gel | Ver | DV | DT | +/- | Pnt |
| --- | ---------- | --- | --- | --- | --- | -- | -- | --- | --- |
| 1   | Hongkong   | 2   | 1   | 1   | 0   | 7  | 3  | +4  | 4   |
| 2   | Laos       | 2   | 1   | 0   | 1   | 3  | 6  | –3  | 3   |
| 3   | Bangladesh | 2   | 0   | 1   | 1   | 3  | 4  | –1  | 1   |

|               |                        |       |                                                                     |           |
| 25 maart 2003 | Laos                   | 1 – 5 | Hongkong                                                            | Hong Kong |
| 25 maart 2003 | Visay Phaphouvanin 66' |       | Chan Chi Hong 17', 35' Kwok Yue Hung 47' Au Wai Lun 59' (pen.), 82' | Hong Kong |

|               |                    |       |                                                  |           |
| 27 maart 2003 | Bangladesh         | 1 – 2 | Laos                                             | Hong Kong |
| 27 maart 2003 | Ariful Kabir 90+1' |       | Kholadeth Ponephachan 30' Visay Phaphouvanin 37' | Hong Kong |

|               |                                          |       |                                                 |           |
| 30 maart 2003 | Hongkong                                 | 2 – 2 | Bangladesh                                      | Hong Kong |
| 30 maart 2003 | Au Wai Lun 44' (pen.) Szeto Man Chun 45' |       | Feroj Mahmood Hossain 66' Md. Monwar Hossen 77' | Hong Kong |

### Groep E
| Pos | Land      | Wed | Win | Gel | Ver | DV | DT | +/- | Pnt |
| --- | --------- | --- | --- | --- | --- | -- | -- | --- | --- |
| 1   | Singapore | 2   | 2   | 0   | 0   | 5  | 0  | +5  | 6   |
| 2   | Pakistan  | 2   | 1   | 0   | 1   | 3  | 3  | 0   | 3   |
| 3   | Macau     | 2   | 0   | 0   | 2   | 0  | 5  | –5  | 0   |

|               |       |                                          |          |           |
| 21 maart 2003 | Macau | 0 – 3                                    | Pakistan | Singapore |
| 21 maart 2003 |       | Qadeer Ahmed 27', 65' Sarfraz Rassol 51' |          | Singapore |

|               |                                        |       |       |           |
| 23 maart 2003 | Singapore                              | 2 – 0 | Macau | Singapore |
| 23 maart 2003 | Azhar Baksin 23' Indra Sahdan Daud 58' |       |       | Singapore |

|               |          |                                                  |           |           |
| 25 maart 2003 | Pakistan | 0 – 3                                            | Singapore | Singapore |
| 25 maart 2003 |          | Indra Sahdan Daud 8', 35' Mohd Noh Alam Shah 66' |           | Singapore |

### Groep F
| Pos | Land     | Wed | Win | Gel | Ver | DV | DT | +/- | Pnt |
| --- | -------- | --- | --- | --- | --- | -- | -- | --- | --- |
| 1   | Bhutan   | 2   | 1   | 1   | 0   | 6  | 0  | +6  | 4   |
| 2   | Mongolië | 2   | 1   | 1   | 0   | 5  | 0  | +5  | 4   |
| 3   | Guam     | 2   | 0   | 0   | 2   | 0  | 11 | –11 | 0   |

|               |      | |        |                 |
| 23 april 2003 | Guam | 0 – 6                                                                                                | Bhutan | Thimphu, Bhutan |
| 23 april 2003 |      | Wangay Dorji 32', 35' Dinesh Chhetri 59' Passang Tshering 76' (pen) Pema Chopel 88' Yeshey Nedup 89' |        | Thimphu, Bhutan |

|               |                                                                                       |       |      |                 |
| 25 april 2003 | Mongolië                                                                              | 5 – 0 | Guam | Thimphu, Bhutan |
| 25 april 2003 | Ganbat Bat-Yalalt 20' Ganbaataryn Tögsbayar 26', 56', 90' Donorovyn Lkhümbengarav 61' |       |      | Thimphu, Bhutan |

|               |        |       |          |                 |
| 27 april 2003 | Bhutan | 0 – 0 | Mongolië | Thimphu, Bhutan |
| 27 april 2003 |        |       |          | Thimphu, Bhutan |

### Groep G
| Pos | Land        | Wed            | Win            | Gel            | Ver            | DV             | DT             | +/-            | Pnt            |
| --- | ----------- | -------------- | -------------- | -------------- | -------------- | -------------- | -------------- | -------------- | -------------- |
| 1   | Noord-Korea | 2              | 1              | 1              | 0              | 3              | 1              | +2             | 4              |
| 2   | India       | 2              | 0              | 1              | 1              | 1              | 3              | –2             | 1              |
| 3   | Filipijnen  | Teruggetrokken | Teruggetrokken | Teruggetrokken | Teruggetrokken | Teruggetrokken | Teruggetrokken | Teruggetrokken | Teruggetrokken |

|               |                       |       |       |           |
| 24 maart 2003 | Noord-Korea           | 2 – 0 | India | Pyongyang |
| 24 maart 2003 | Choe So-Hyok 44', 70' |       |       | Pyongyang |

|               |                  |       |                  |        |
| 30 maart 2003 | India            | 1 – 1 | Noord-Korea      | Margao |
| 30 maart 2003 | I.M. Vijayan 29' |       | Choe Hyun-Yu 85' | Margao |

## Kwalificatieronde

### Groep A
| Pos | Land         | Wed | Win | Gel | Ver | DV | DT | +/- | Pnt |
| --- | ------------ | --- | --- | --- | --- | -- | -- | --- | --- |
| 1   | Oezbekistan  | 6   | 4   | 1   | 1   | 13 | 6  | +7  | 13  |
| 2   | Thailand     | 6   | 3   | 0   | 3   | 10 | 7  | +3  | 9   |
| 3   | Tadzjikistan | 6   | 2   | 2   | 2   | 3  | 5  | –2  | 8   |
| 4   | Hongkong     | 6   | 1   | 1   | 4   | 3  | 11 | –8  | 4   |

|                 |              |       |          |                       |
| 6 november 2003 | Tadzjikistan | 1 – 0 | Thailand | Tasjkent, Oezbekistan |
| 6 november 2003 | Fuzailov 79' |       |          | Tasjkent, Oezbekistan |

|                       |                                            |       |                   |                                                                                    |
| 6 november 2003 18:00 | Oezbekistan                                | 4 – 1 | Hongkong          | Pakhtakor Markaziystadion, Tasjkent, Oezbekistan Scheidsrechter: Suresh Srinivasan |
| 6 november 2003 18:00 | Akopyants 1' Shishelov 17', 67' Soliev 28' |       | Law Chun Bong 45' | Pakhtakor Markaziystadion, Tasjkent, Oezbekistan Scheidsrechter: Suresh Srinivasan |

|                 |          |       |              |                       |
| 8 november 2003 | Hongkong | 0 – 0 | Tadzjikistan | Tasjkent, Oezbekistan |
| 8 november 2003 |          |       |              | Tasjkent, Oezbekistan |

|                       |          |                                  |             |                                                                                   |
| 8 november 2003 18:00 | Thailand | 0 – 3                            | Oezbekistan | Pakhtakor Markaziystadion, Tasjkent, Oezbekistan Scheidsrechter: Moghaddam Rahimi |
| 8 november 2003 18:00 |          | Shatskikh 23' Shishelov 27', 70' |             | Pakhtakor Markaziystadion, Tasjkent, Oezbekistan Scheidsrechter: Moghaddam Rahimi |

|                  |                                     |       |                        |                       |
| 10 november 2003 | Hongkong                            | 2 – 1 | Thailand               | Tasjkent, Oezbekistan |
| 10 november 2003 | Cheung Sai Ho 28' Wong Chun Yue 69' |       | Datsakorn Thonglao 64' | Tasjkent, Oezbekistan |

|                        |             |       |              | |
| 10 november 2003 18:00 | Oezbekistan | 0 – 0 | Tadzjikistan | Pakhtakor Markaziystadion, Tasjkent, Oezbekistan Toeschouwers: 16.000 Scheidsrechter: Salah Amim Mohammed |
| 10 november 2003 18:00 |             |       |              | Pakhtakor Markaziystadion, Tasjkent, Oezbekistan Toeschouwers: 16.000 Scheidsrechter: Salah Amim Mohammed |

|                  |                                                     |       |          |                   |
| 17 november 2003 | Thailand                                            | 4 – 0 | Hongkong | Bangkok, Thailand |
| 17 november 2003 | Noywech 24' Thonglao 35' Chaikamdee 79', 88' (pen.) |       |          | Bangkok, Thailand |

|                        |                                            |       |               |                                       |
| 17 november 2003 20:00 | Oezbekistan                                | 4 – 1 | Tadzjikistan  | Rajamangalastadion, Bangkok, Thailand |
| 17 november 2003 20:00 | Shishelov 8', 36' Kapadze 50' Koshelev 61' |       | Burkhanov 65' | Rajamangalastadion, Bangkok, Thailand |

|                  |              |             |          |                   |
| 19 november 2003 | Tadzjikistan | 0 – 1       | Thailand | Bangkok, Thailand |
| 19 november 2003 |              | Chaiman 83' |          | Bangkok, Thailand |

|                        |          |              |             |                                       |
| 19 november 2003 20:00 | Hongkong | 0 – 1        | Oezbekistan | Rajamangalastadion, Bangkok, Thailand |
| 19 november 2003 20:00 |          | Shirshov 32' |             | Rajamangalastadion, Bangkok, Thailand |

|                  |          |               |              |                   |
| 21 november 2003 | Hongkong | 0 – 1         | Tadzjikistan | Bangkok, Thailand |
| 21 november 2003 |          | Muhidinov 68' |              | Bangkok, Thailand |

|                        |                                                       |       |              |                                                            |
| 21 november 2003 17:00 | Thailand                                              | 4 – 1 | Oezbekistan  | Rajamangalastadion, Bangkok, Thailand Toeschouwers: 25.000 |
| 21 november 2003 17:00 | Noywech 38' Surasiang 56' Thongman 78' Chaikamdee 81' |       | Koshelev 88' | Rajamangalastadion, Bangkok, Thailand Toeschouwers: 25.000 |

### Groep B
| Pos | Land      | Wed | Win | Gel | Ver | DV | DT | +/- | Pnt |
| --- | --------- | --- | --- | --- | --- | -- | -- | --- | --- |
| 1   | Koeweit   | 6   | 5   | 1   | 0   | 17 | 5  | +12 | 16  |
| 2   | Qatar     | 6   | 3   | 2   | 1   | 10 | 6  | +4  | 11  |
| 3   | Singapore | 6   | 1   | 1   | 4   | 3  | 11 | –8  | 4   |
| 4   | Palestina | 6   | 0   | 2   | 4   | 3  | 11 | –8  | 2   |

|                  |                |       |                             |                                                  |
| 4 september 2003 | Singapore      | 1 – 3 | Koeweit                     | National Stadion, Singapore Toeschouwers: 10.500 |
| 4 september 2003 | Goncalves 50'' |       | Neda 10' Al-Mutawa 67', 90' | National Stadion, Singapore Toeschouwers: 10.500 |

|                   |                         |       |               |                                                                 |
| 14 september 2003 | Koeweit                 | 2 – 1 | Qatar         | Mohammed Al-Hamadstadion, Hawalli, Koeweit Toeschouwers: 20.000 |
| 14 september 2003 | Abdullah 56' Wabran 85' |       | Al-Ghanem 27' | Mohammed Al-Hamadstadion, Hawalli, Koeweit Toeschouwers: 20.000 |

|                   |                 |       |                         |             |
| 20 september 2003 | Qatar           | 2 – 2 | Koeweit                 | Doha, Qatar |
| 20 september 2003 | Bechir 21', 82' |       | Redha 26' Al Ateeqi 71' | Doha, Qatar |

|                   |             |       |              |             |
| 24 september 2003 | Palestina   | 1 – 1 | Qatar        | Doha, Qatar |
| 24 september 2003 | Mansour 90' |       | Abdullah 47' | Doha, Qatar |

|                   |                                               |       |           |  |
| 27 september 2003 | Koeweit                                       | 4 – 0 | Singapore |  |
| 27 september 2003 | Abdullah 25', 78' Al-Mutawa 47' Abdulreda 53' |       |           |  |

|                   |                          |       |            |             |
| 27 september 2003 | Qatar                    | 2 – 1 | Palestina  | Doha, Qatar |
| 27 september 2003 | Mohyeddin 68' Hamzah 90' |       | Abdala 77' | Doha, Qatar |

|                |                          |       |           |                                                                               |
| 5 oktober 2003 | Koeweit                  | 2 – 1 | Palestina | Mohammed Al-Hamadstadion, Hawalli, Koeweit Scheidsrechter: Abdullah Al-Harasi |
| 5 oktober 2003 | Wabran 25' Al-Mutawa 59' |       | Amer 72'  | Mohammed Al-Hamadstadion, Hawalli, Koeweit Scheidsrechter: Abdullah Al-Harasi |

|                |           |                                             |         |                                                                               |
| 8 oktober 2003 | Palestina | 0 – 4                                       | Koeweit | Mohammed Al-Hamadstadion, Hawalli, Koeweit Scheidsrechter: Muslim Al-Boloushi |
| 8 oktober 2003 |           | Abdullah 36', 57' (pen.) Al-Mutawa 42', 46' |         | Mohammed Al-Hamadstadion, Hawalli, Koeweit Scheidsrechter: Muslim Al-Boloushi |

|                 |                      |       |           |                                                                                  |
| 19 oktober 2003 | Singapore            | 2 – 0 | Palestina | Jalan Besarstadion, Singapore Toeschouwers: 2.787 Scheidsrechter: Sarkar Subrata |
| 19 oktober 2003 | Juraimi 18' Shah 88' |       |           | Jalan Besarstadion, Singapore Toeschouwers: 2.787 Scheidsrechter: Sarkar Subrata |

|                 |           |       |           |                                                                                  |
| 22 oktober 2003 | Palestina | 0 – 0 | Singapore | Jalan Besarstadion, Singapore Toeschouwers: 3.076 Scheidsrechter: Anura de Silva |
| 22 oktober 2003 |           |       |           | Jalan Besarstadion, Singapore Toeschouwers: 3.076 Scheidsrechter: Anura de Silva |

|                  |                        |       |           |             |
| 19 november 2003 | Qatar                  | 2 – 0 | Singapore | Doha, Qatar |
| 19 november 2003 | Bechir 10' Mustafa 28' |       |           | Doha, Qatar |

|                  |           |                     |       |  |
| 29 november 2003 | Singapore | 0 – 2               | Qatar |  |
| 29 november 2003 |           | Koni 42' Bechir 55' |       |  |

### Groep C
| Pos | Land          | Wed | Win | Gel | Ver | DV | DT | +/- | Pnt |
| --- | ------------- | --- | --- | --- | --- | -- | -- | --- | --- |
| 1   | Saoedi-Arabië | 6   | 6   | 0   | 0   | 31 | 1  | +30 | 18  |
| 2   | Indonesië     | 6   | 3   | 1   | 2   | 9  | 13 | –4  | 13  |
| 3   | Jemen         | 6   | 3   | 0   | 3   | 15 | 15 | 0   | 7   |
| 4   | Bhutan        | 6   | 0   | 0   | 6   | 0  | 26 | –26 | 0   |

|                | |       |       |                                                                          |
| 6 oktober 2003 | Saoedi-Arabië                                                                                            | 7 – 0 | Jemen | Prince Abdullah al-Faisalstadion, Jeddah Scheidsrechter: Basel Al-Hajjar |
| 6 oktober 2003 | Yusri Al Bashah 16', 18', 24', 35' Mohammed Noor 65' Mohammad Al-Shalhoub 73' (pen.) Talal Al-Meshal 80' |       |       | Prince Abdullah al-Faisalstadion, Jeddah Scheidsrechter: Basel Al-Hajjar |

|                |                                            |       |        |                                          |
| 6 oktober 2003 | Indonesië                                  | 2 – 0 | Bhutan | Prince Abdullah al-Faisalstadion, Jeddah |
| 6 oktober 2003 | Kurniawan Dwi Yulianto 19' Zaenal Arif 48' |       |        | Prince Abdullah al-Faisalstadion, Jeddah |

|                |       |                                       |           |                                          |
| 8 oktober 2003 | Jemen | 0 – 3                                 | Indonesië | Prince Abdullah al-Faisalstadion, Jeddah |
| 8 oktober 2003 |       | Uston Nawawi 51', 89' Zaenal Arif 70' |           | Prince Abdullah al-Faisalstadion, Jeddah |

|                | |       |        |                                          |
| 8 oktober 2003 | Saoedi-Arabië                                                                                             | 6 – 0 | Bhutan | Prince Abdullah al-Faisalstadion, Jeddah |
| 8 oktober 2003 | Yusri Al Bashah 7' Abdullah Jumaa 9', 25' Yasser Al-Qahtani 28' Abdulaziz Al-Janoubi 43' Said Wadaani 90' |       |        | Prince Abdullah al-Faisalstadion, Jeddah |

|                 |                                                        |       |           |                                                                          |
| 10 oktober 2003 | Saoedi-Arabië                                          | 5 – 0 | Indonesië | Prince Abdullah al-Faisalstadion, Jeddah Scheidsrechter: Mohamad Mansour |
| 10 oktober 2003 | Talal Al-Meshal 38', 55', 56' Yusri Al Bashah 47', 49' |       |           | Prince Abdullah al-Faisalstadion, Jeddah Scheidsrechter: Mohamad Mansour |

|                 |        | |       |                                          |
| 10 oktober 2003 | Bhutan | 0 – 8 | Jemen | Prince Abdullah al-Faisalstadion, Jeddah |
| 10 oktober 2003 |        | Yasir Bashi 20', 25', 82' Fikri Al-Habibshi 35' Saled Al-Shiri 59' Adel Al-Shiri 59' Adel Al-Salemi 67', 88' Nashwan Aziz 74' |       | Prince Abdullah al-Faisalstadion, Jeddah |

|                 |                 |       |                                                                               |                                                                          |
| 13 oktober 2003 | Jemen           | 1 – 3 | Saoedi-Arabië                                                                 | Prince Abdullah al-Faisalstadion, Jeddah Scheidsrechter: Mohamad Mansour |
| 13 oktober 2003 | Yasir Bashi 12' |       | Hamad Al-Montashari 18' Abdullah Al-Waked 20' Mohammad Al-Shalhoub 82' (pen.) | Prince Abdullah al-Faisalstadion, Jeddah Scheidsrechter: Mohamad Mansour |

|                 |        |                                      |           |                                          |
| 13 oktober 2003 | Bhutan | 0 – 2                                | Indonesië | Prince Abdullah al-Faisalstadion, Jeddah |
| 13 oktober 2003 |        | Eduard Ivakdalam 19' Zaenal Arif 33' |           | Prince Abdullah al-Faisalstadion, Jeddah |

|                 |                                  |       |                                           |                                          |
| 15 oktober 2003 | Indonesië                        | 2 – 2 | Jemen                                     | Prince Abdullah al-Faisalstadion, Jeddah |
| 15 oktober 2003 | Eduard Ivakdalam 12' (pen.), 38' |       | Adel Al-Salimi 31' (pen.) Ali Al-Amki 56' | Prince Abdullah al-Faisalstadion, Jeddah |

|                 |        |                                                     |               |                                                                                   |
| 15 oktober 2003 | Bhutan | 0 – 4                                               | Saoedi-Arabië | Prince Abdullah al-Faisalstadion, Jeddah Scheidsrechter: Jaafaar Mahdi Al-Khabbaz |
| 15 oktober 2003 |        | Abdullah Jumaa 3', 24', 80' Bandar Temim 44' (pen.) |               | Prince Abdullah al-Faisalstadion, Jeddah Scheidsrechter: Jaafaar Mahdi Al-Khabbaz |

|                 |           | |               |                                                                          |
| 17 oktober 2003 | Indonesië | 0 – 6 | Saoedi-Arabië | Prince Abdullah Al Faisal Stadium, Jeddah Scheidsrechter: Nail Lutfullin |
| 17 oktober 2003 |           | Talal Al-Meshal 21', 86' Mohammad Al-Shalhoub 45' Mohammed Noor 58' Ahmed Al-Dosary 87' Abdulaziz Al-Janoubi 89' |               | Prince Abdullah Al Faisal Stadium, Jeddah Scheidsrechter: Nail Lutfullin |

|                 |                                                              |       |        |                                          |
| 17 oktober 2003 | Jemen                                                        | 4 – 0 | Bhutan | Prince Abdullah al-Faisalstadion, Jeddah |
| 17 oktober 2003 | Nashwan Al-Jajjam 3', 20' Ali Al-Amki 33' Adel Al-Salimi 81' |       |        | Prince Abdullah al-Faisalstadion, Jeddah |

### Groep D
| Pos | Land        | Wed | Win | Gel | Ver | DV | DT | +/- | Pnt |
| --- | ----------- | --- | --- | --- | --- | -- | -- | --- | --- |
| 1   | Iran        | 6   | 5   | 0   | 1   | 16 | 5  | +11 | 15  |
| 2   | Jordanië    | 6   | 5   | 0   | 1   | 13 | 6  | +7  | 15  |
| 3   | Libanon     | 6   | 1   | 1   | 4   | 2  | 8  | –6  | 4   |
| 4   | Noord-Korea | 6   | 0   | 1   | 5   | 2  | 14 | –12 | 1   |

|                  |             |                 |         |                                             |
| 4 september 2003 | Noord-Korea | 0 – 1           | Libanon | Pyongyang, Noord-Korea Toeschouwers: 95.000 |
| 4 september 2003 |             | Buddy Farah 56' |         | Pyongyang, Noord-Korea Toeschouwers: 95.000 |

|                  |                                           |       |                   |               |
| 5 september 2003 | Iran                                      | 4 – 1 | Jordanië          | Teheran, Iran |
| 5 september 2003 | Ali Daei 45', 90' Nekounam 75' Mobali 80' |       | Mo'ayyad Salim 2' | Teheran, Iran |

|                   |                                                 |       |                            |                 |
| 26 september 2003 | Jordanië                                        | 3 – 2 | Iran                       | Amman, Jordanië |
| 26 september 2003 | Mo'ayyad Salim 41' Shelbaieh 45' Al-Shaqran 81' |       | Golmohammadi 6' Majidi 59' | Amman, Jordanië |

|                 |                       |       |         |                 |
| 17 oktober 2003 | Jordanië              | 1 – 0 | Libanon | Amman, Jordanië |
| 17 oktober 2003 | Hatem Aqel 86' (pen.) |       |         | Amman, Jordanië |

|                 |                     |       |                              |                                                                 |
| 27 oktober 2003 | Noord-Korea         | 1 – 3 | Iran                         | Kim Il-sungstadion, Pyongyang, Noord-Korea Toeschouwers: 30.000 |
| 27 oktober 2003 | Myong Song-Chol 61' |       | Karimi 47', 79' Navidkia 87' | Kim Il-sungstadion, Pyongyang, Noord-Korea Toeschouwers: 30.000 |

|                 |                   |       |                   |                  |
| 3 november 2003 | Libanon           | 1 – 1 | Noord-Korea       | Beiroet, Libanon |
| 3 november 2003 | Khaled Hamieh 59' |       | Kim Yong-chol 62' | Beiroet, Libanon |

|                  |         |                                        |          |                  |
| 12 november 2003 | Libanon | 0 – 2                                  | Jordanië | Beiroet, Libanon |
| 12 november 2003 |         | Hassouneh Al-Sheikh 37' Al-Shaqran 65' |          | Beiroet, Libanon |

|                  |      |       |             |               |
| 12 november 2003 | Iran | 3 – 0 | Noord-Korea | Teheran, Iran |
| 12 november 2003 |      |       |             | Teheran, Iran |

|                  |                                              |       |             |                 |
| 18 november 2003 | Jordanië                                     | 3 – 0 | Noord-Korea | Amman, Jordanië |
| 18 november 2003 | Shelbaieh 7' Al-Shboul 89' Anas Al-Zboun 90' |       |             | Amman, Jordanië |

|                  |         |                                                   |      |                  |
| 19 november 2003 | Libanon | 0 – 3                                             | Iran | Beiroet, Libanon |
| 19 november 2003 |         | Ali Daei 38' (pen.) Golmohammadi 61' Nikbakht 80' |      | Beiroet, Libanon |

|                  |              |       |         |               |
| 28 november 2003 | Iran         | 1 – 0 | Libanon | Teheran, Iran |
| 28 november 2003 | Ali Daei 27' |       |         | Teheran, Iran |

|                  |             |       |          |                        |
| 28 november 2003 | Noord-Korea | 0 – 3 | Jordanië | Pyongyang, Noord-Korea |
| 28 november 2003 |             |       |          | Pyongyang, Noord-Korea |

### Groep E
| Pos | Land       | Wed | Win | Gel | Ver | DV | DT | +/- | Pnt |
| --- | ---------- | --- | --- | --- | --- | -- | -- | --- | --- |
| 1   | Oman       | 6   | 5   | 0   | 1   | 24 | 2  | +22 | 15  |
| 2   | Zuid-Korea | 6   | 4   | 0   | 2   | 30 | 4  | +26 | 12  |
| 3   | Vietnam    | 6   | 3   | 0   | 3   | 8  | 13 | –5  | 9   |
| 4   | Nepal      | 6   | 0   | 0   | 6   | 0  | 43 | –43 | 0   |

|                   |       | |      |  |
| 25 september 2003 | Nepal | 0 – 7                                                                                               | Oman |  |
| 25 september 2003 |       | Fawzi Bashir 2', 25' Ahmed Hadid 4', 12' Hassan Mudhafar 6' Badar Al-Maimani 51' Hani Al-Dhabit 59' |      |  |

|                   |         |                                                                                   |            | |
| 25 september 2003 | Vietnam | 0 – 5                                                                             | Zuid-Korea | Incheon Munhakstadion, Incheon, Zuid-Korea Toeschouwers: 14.327 Scheidsrechter: Subash Anthony Lazar |
| 25 september 2003 |         | Lee Ki-Hyung 35' Cho Jae-Jin 49' Kim Do-Hoon 68' Kim Dae-Ui 72' Woo Sung-Yong 86' |            | Incheon Munhakstadion, Incheon, Zuid-Korea Toeschouwers: 14.327 Scheidsrechter: Subash Anthony Lazar |

|                   |                                                                        |       |       |  |
| 27 september 2003 | Vietnam                                                                | 5 – 0 | Nepal |  |
| 27 september 2003 | Pham Van Quyen 14', 23', 36' Nguyen Tuan Phong 22' Phan Thanh Binh 90' |       |       |  |

|                   |                   |       |      |                                                                                                 |
| 27 september 2003 | Zuid-Korea        | 1 – 0 | Oman | Incheon Munhakstadion, Incheon, Zuid-Korea Toeschouwers: 18.750 Scheidsrechter: Masayoshi Okada |
| 27 september 2003 | Choi Sung-Kuk 46' |       |      | Incheon Munhakstadion, Incheon, Zuid-Korea Toeschouwers: 18.750 Scheidsrechter: Masayoshi Okada |

|                   |                                         |       |         |  |
| 29 september 2003 | Oman                                    | 6 – 0 | Vietnam |  |
| 29 september 2003 | Nasser Zayid Al-Dhabit Badar Al-Maimani |       |         |  |

|                   | |        |       |                                                                                                |
| 29 september 2003 | Zuid-Korea | 16 – 0 | Nepal | Incheon Munhakstadion, Incheon, Zuid-Korea Toeschouwers: 6.521 Scheidsrechter: Masayoshi Okada |
| 29 september 2003 | Kim Dae-Eui 18', 37' Woo Sung-Yong 21', 46', 48' Park Jin-Sub 22', 28', 64', 67', 89' Lee Eul-Yong 54' Lee Kwan-Woo 57' Kim Do-Hoon 75', 84', 86' Chung Kyung-Ho 80' |        |       | Incheon Munhakstadion, Incheon, Zuid-Korea Toeschouwers: 6.521 Scheidsrechter: Masayoshi Okada |

|                 |       |                                                                                |      |  |
| 19 oktober 2003 | Nepal | 0 – 6                                                                          | Oman |  |
| 19 oktober 2003 |       | Fawzi Bashir 18', 62', 82' Yousuf Shaaban 20' Ahmed Hadid 44' Hashim Saleh 78' |      |  |

|                 |            |                    |         |                                                                                                   |
| 19 oktober 2003 | Zuid-Korea | 0 – 1              | Vietnam | Sultan Qaboos Sports Complex, Masqat, Oman Toeschouwers: 25.000 Scheidsrechter: Panya Hanlumyaung |
| 19 oktober 2003 |            | Pham Van Quyen 74' |         | Sultan Qaboos Sports Complex, Masqat, Oman Toeschouwers: 25.000 Scheidsrechter: Panya Hanlumyaung |

|                 |                                            |       |       |  |
| 21 oktober 2003 | Vietnam                                    | 2 – 0 | Nepal |  |
| 21 oktober 2003 | Nguyen Minh Phuong 49' Phan Thanh Binh 50' |       |       |  |

|                 |                                                 |       |                    |                                                                 |
| 21 oktober 2003 | Oman                                            | 3 – 1 | Zuid-Korea         | Sultan Qaboos Sports Complex, Masqat, Oman Toeschouwers: 22.000 |
| 21 oktober 2003 | Al-Dhabit 60' Hashim Saleh 64' Fawzi Bashir 88' |       | Chung Kyung-Ho 49' | Sultan Qaboos Sports Complex, Masqat, Oman Toeschouwers: 22.000 |

|                 |                                                                                         |       |       |                                                              |
| 24 oktober 2003 | Zuid-Korea                                                                              | 7 – 0 | Nepal | Sultan Qaboos Sports Complex, Masqat, Oman Toeschouwers: 100 |
| 24 oktober 2003 | Cho Jae-Jin 1' Lee Ki-Hyung 5', 51' Kim Do-Hoon 15' (pen.), 31', 33' Chung Kyung-Ho 51' |       |       | Sultan Qaboos Sports Complex, Masqat, Oman Toeschouwers: 100 |

|                 |                               |       |         |  |
| 24 oktober 2003 | Oman                          | 2 – 0 | Vietnam |  |
| 24 oktober 2003 | Al-Dhabit 47' Ahmed Hadid 68' |       |         |  |

### Groep F
| Pos | Land     | Wed | Win | Gel | Ver | DV | DT | +/- | Pnt |
| --- | -------- | --- | --- | --- | --- | -- | -- | --- | --- |
| 1   | Irak     | 6   | 4   | 1   | 1   | 16 | 4  | +12 | 13  |
| 2   | Bahrein  | 6   | 4   | 1   | 1   | 14 | 9  | +5  | 13  |
| 3   | Maleisië | 6   | 1   | 2   | 3   | 9  | 12 | –3  | 5   |
| 4   | Birma    | 6   | 1   | 0   | 5   | 4  | 18 | –14 | 1   |

|                |                                                |       |                  |                                                                                                 |
| 8 oktober 2003 | Irak                                           | 5 – 1 | Bahrein          | Bukit Jalil National Stadium, Kuala Lumpur Toeschouwers: 350 Scheidsrechter: Kazuhiko Matsumura |
| 8 oktober 2003 | Younis Mahmoud 5' 48' 69' 83' Jassim Swadi 25' |       | Saleh Farhan 71' | Bukit Jalil National Stadium, Kuala Lumpur Toeschouwers: 350 Scheidsrechter: Kazuhiko Matsumura |

|                |                                                                  |       |       |                                                                                             |
| 8 oktober 2003 | Maleisië                                                         | 4 – 0 | Birma | Bukit Jalil National Stadium, Kuala Lumpur Toeschouwers: 5.500 Scheidsrechter: Yang Ziqiang |
| 8 oktober 2003 | Tengku Hazman 34' 80' Gilbert Cassidy 67' Tun Lin Soe 86' (e.d.) |       |       | Bukit Jalil National Stadium, Kuala Lumpur Toeschouwers: 5.500 Scheidsrechter: Yang Ziqiang |

|                 |                  |       |                                                         |                                                                                                 |
| 10 oktober 2003 | Birma            | 1 – 3 | Bahrein                                                 | Bukit Jalil National Stadium, Kuala Lumpur Toeschouwers: 800 Scheidsrechter: Santhan Nagalingam |
| 10 oktober 2003 | Soe Myat Min 77' |       | Talal Yousef 14' A'ala Hubail 49' Hussain Ali Ahmed 76' | Bukit Jalil National Stadium, Kuala Lumpur Toeschouwers: 800 Scheidsrechter: Santhan Nagalingam |

|                 |          |       |      | |
| 10 oktober 2003 | Maleisië | 0 – 0 | Irak | Bukit Jalil National Stadium, Kuala Lumpur Toeschouwers: 8.500 Scheidsrechter: Khantama Adunyachart |
| 10 oktober 2003 |          |       |      | Bukit Jalil National Stadium, Kuala Lumpur Toeschouwers: 8.500 Scheidsrechter: Khantama Adunyachart |

|                 |                                                       |       |       |                                                                                           |
| 12 oktober 2003 | Irak                                                  | 3 – 0 | Birma | Bukit Jalil National Stadium, Kuala Lumpur Toeschouwers: 500 Scheidsrechter: Yang Ziqiang |
| 12 oktober 2003 | Haidar Obeid 39' Ahmad Mnajed 50' Hesham Mohammed 86' |       |       | Bukit Jalil National Stadium, Kuala Lumpur Toeschouwers: 500 Scheidsrechter: Yang Ziqiang |

|                 |                                            |       |                                                   |                                                                                                   |
| 12 oktober 2003 | Maleisië                                   | 2 – 2 | Bahrein                                           | Bukit Jalil National Stadium, Kuala Lumpur Toeschouwers: 8.000 Scheidsrechter: Kazuhiko Matsumura |
| 12 oktober 2003 | Shukor Adan 80' Norhafiz Zamani Misbah 90' |       | Sayed Mahmood Jalal 6' Mohammed Husain Bahzad 45' | Bukit Jalil National Stadium, Kuala Lumpur Toeschouwers: 8.000 Scheidsrechter: Kazuhiko Matsumura |

|                 |                                                              |       |                    |                                                                                            |
| 20 oktober 2003 | Irak                                                         | 5 – 1 | Maleisië           | Bahrain National Stadium, Manama Toeschouwers: 500 Scheidsrechter: Mohammed Omar Al-Saeedi |
| 20 oktober 2003 | Qusai Hashim 20' Younis Mahmoud 36' 45' 63' Hussam Fawzi 70' |       | Hairuddin Omar 53' | Bahrain National Stadium, Manama Toeschouwers: 500 Scheidsrechter: Mohammed Omar Al-Saeedi |

|                 |                                                                                                 |       |       |                                                                                          |
| 20 oktober 2003 | Bahrein                                                                                         | 4 – 0 | Birma | Bahrain National Stadium, Manama Toeschouwers: 8.000 Scheidsrechter: Abdullah Al-Harrasi |
| 20 oktober 2003 | Abdulla Al Marzooqi 22' Hussain Ali Ahmed 27' Sayed Mahmood Jalal 45' Saleh Farhan 45+2' (pen.) |       |       | Bahrain National Stadium, Manama Toeschouwers: 8.000 Scheidsrechter: Abdullah Al-Harrasi |

|                 |             |       |                                                          |                                                                                       |
| 22 oktober 2003 | Birma       | 1 – 3 | Irak                                                     | Bahrain National Stadium, Manama Toeschouwers: 300 Scheidsrechter: Farajollah Yasrebi |
| 22 oktober 2003 | Zaw Zaw 45' |       | Abbas Hassan 38' Abbas Rahim 66' Jassim Swadi 89' (pen.) | Bahrain National Stadium, Manama Toeschouwers: 300 Scheidsrechter: Farajollah Yasrebi |

|                 |                                                   |       |                            |                                                                                  |
| 22 oktober 2003 | Bahrein                                           | 3 – 1 | Maleisië                   | Bahrain National Stadium, Manama Toeschouwers: 9.000 Scheidsrechter: Talat Najem |
| 22 oktober 2003 | Hussain Ali Ahmed 30' 45' Talal Yousef 43' (pen.) |       | Indra Putra Mahayuddin 37' | Bahrain National Stadium, Manama Toeschouwers: 9.000 Scheidsrechter: Talat Najem |

|                 |                                          |       |                    |                                                                                          |
| 24 oktober 2003 | Birma                                    | 2 – 1 | Maleisië           | Bahrain National Stadium, Manama Toeschouwers: 1.000 Scheidsrechter: Abdullah Al-Harrasi |
| 24 oktober 2003 | Soe Myat Min 25' Fadzli Saari 43' (e.d.) |       | Hairuddin Omar 86' | Bahrain National Stadium, Manama Toeschouwers: 1.000 Scheidsrechter: Abdullah Al-Harrasi |

|                 |                  |       |      |                                                                                                 |
| 24 oktober 2003 | Bahrein          | 1 – 0 | Irak | Bahrain National Stadium, Manama Toeschouwers: 17.000 Scheidsrechter: " Mohammed Omar Al-Saaedi |
| 24 oktober 2003 | A'ala Hubail 12' |       |      | Bahrain National Stadium, Manama Toeschouwers: 17.000 Scheidsrechter: " Mohammed Omar Al-Saaedi |

### Groep G
| Pos | Land         | Wed | Win | Gel | Ver | DV | DT | +/- | Pnt |
| --- | ------------ | --- | --- | --- | --- | -- | -- | --- | --- |
| 1   | Turkmenistan | 6   | 4   | 2   | 0   | 10 | 2  | +8  | 14  |
| 2   | V.A.E.       | 6   | 4   | 1   | 1   | 13 | 5  | +8  | 13  |
| 3   | Syrië        | 6   | 2   | 1   | 3   | 16 | 10 | +6  | 7   |
| 4   | Sri Lanka    | 6   | 0   | 0   | 6   | 1  | 23 | –22 | 0   |

|                 |                                                                 |       |           |                 |
| 15 oktober 2003 | Syrië                                                           | 5 – 0 | Sri Lanka | Damascus, Syrië |
| 15 oktober 2003 | Iyad Mando 34', 82' Maher Al-Sayed 54', 84' Firas Al-Khatib 73' |       |           | Damascus, Syrië |

|                 |           |                                                                                                |       |                 |
| 18 oktober 2003 | Sri Lanka | 0 – 8                                                                                          | Syrië | Damascus, Syrië |
| 18 oktober 2003 |           | Firas Al-Khatib 40', 49', 55' Maher Al-Sayed 45', 65' Iyad Mando 60' Nabil Al Shahmeh 80', 83' |       | Damascus, Syrië |

|                 |                       |       |                              |                         |
| 19 oktober 2003 | Turkmenistan          | 1 – 0 | Verenigde Arabische Emiraten | Asjchabad, Turkmenistan |
| 19 oktober 2003 | Vladimir Bayramov 43' |       |                              | Asjchabad, Turkmenistan |

|                 |                              |       |                    |                                       |
| 30 oktober 2003 | Verenigde Arabische Emiraten | 1 – 1 | Turkmenistan       | Sharjah, Verenigde Arabische Emiraten |
| 30 oktober 2003 | Ismail Matar 58'             |       | Nazar Bayramov 41' | Sharjah, Verenigde Arabische Emiraten |

|                 |                     |       |                                                         |                 |
| 7 november 2003 | Syrië               | 1 – 3 | Verenigde Arabische Emiraten                            | Damascus, Syrië |
| 7 november 2003 | Firas Al-Khatib 50' |       | Rami Yaslam 74' Mohammed Srour 80' Abdulrahim Jumaa 89' | Damascus, Syrië |

|                 |              |       |           |                          |
| 9 november 2003 | Turkmenistan | 1 – 0 | Sri Lanka | Balkanabat, Turkmenistan |
| 9 november 2003 | Agabayew 9'  |       |           | Balkanabat, Turkmenistan |

|                  |           |       |              |                         |
| 12 november 2003 | Sri Lanka | 0 – 3 | Turkmenistan | Asjchabad, Turkmenistan |
| 12 november 2003 |           |       |              | Asjchabad, Turkmenistan |

|                  |                                                     |       |               |                                       |
| 14 november 2003 | Verenigde Arabische Emiraten                        | 3 – 1 | Syrië         | Sharjah, Verenigde Arabische Emiraten |
| 14 november 2003 | Rami Yaslam 45' Mohammad Omar 63' Sultan Rashed 78' |       | Raja Rafe 36' | Sharjah, Verenigde Arabische Emiraten |

|                  |                                                            |       |            |                                     |
| 18 november 2003 | Verenigde Arabische Emiraten                               | 3 – 1 | Sri Lanka  | Dubai, Verenigde Arabische Emiraten |
| 18 november 2003 | Mohammad Omar 11' (pen) Subait Khater 40' Ismail Matar 61' |       | Channa 31' | Dubai, Verenigde Arabische Emiraten |

|                  |           |                                               |                              |                                     |
| 22 november 2003 | Sri Lanka | 0 – 3                                         | Verenigde Arabische Emiraten | Dubai, Verenigde Arabische Emiraten |
| 22 november 2003 |           | Abdulrahim Jumaa 45+2', 79' Mohammad Omar 87' |                              | Dubai, Verenigde Arabische Emiraten |

|                  |               |       |              |               |
| 28 november 2003 | Syrië         | 1 – 1 | Turkmenistan | Aleppo, Syrië |
| 28 november 2003 | Anas Sari 10' |       | Urazow 16'   | Aleppo, Syrië |

|                 |              |       |       |                         |
| 3 december 2003 | Turkmenistan | 3 – 0 | Syrië | Asjchabad, Turkmenistan |
| 3 december 2003 |              |       |       | Asjchabad, Turkmenistan |